# 阜寨乡
阜寨乡是中国陕西省咸阳市兴平市下辖的一个乡。

## 行政区划
阜寨乡下辖以下行政区：
马阜村、南马村、何孔村、塔耳村、高王村、张耳村、南佐村、南八一村、北八一村、新兴村、永恒村